# Ramsi
Ramsi is een plaats in de Estische provincie Viljandimaa, behorend tot de gemeente Viljandi vald. Ze heeft de status van alevik (vlek).
Tot in 2013 behoorde Ramsi tot de gemeente Pärsti, die in dat jaar opging in Viljandi vald.

## Bevolking
De ontwikkeling van het aantal inwoners blijkt uit het volgende staatje:
| Jaar            | 2000 | 2011 | 2021 |
| --------------- | ---- | ---- | ---- |
| Aantal inwoners | 768  | 633  | 570  |

## Ligging
De beek Sinialliku oja, een zijtak van de Raudna, volgt min of meer de grens tussen Ramsi en het dorp Sinialliku. Het kunstmatige meer Ramsi tehisjärv, 2,9 hectare groot, ligt grotendeels op het grondgebied van Ramsi. Ten noordoosten van Ramsi ligt het meer Sinialliku järv ter grootte van 6,2 ha, geheel op het grondgebied van Sinialliku.

## Geschiedenis
Ramsi werd voor het eerst genoemd in 1744 als een tweetal boerderijen op het landgoed van Heimthal (Heimtali). In de jaren veertig van de 20e eeuw kreeg Ramsi een machine- en tractorstation. Pas in de jaren vijftig stond Ramsi bekend als nederzetting. In 1977 kreeg de plaats de status van vlek.